# Neurophyllum hedwigianum
Neurophyllum hedwigianum là một loài dương xỉ trong họ Hymenophyllaceae. Loài này được F mô tả khoa học đầu tiên năm 1865.
Danh pháp khoa học của loài này chưa được làm sáng tỏ. 